# 大城一馬
大城 一馬（おおしろ かずま、1948年2月16日 - ）は、日本の政治家。沖縄県議会議員（6期）、与那原町議会議員（5期）、第12代沖縄社会大衆党委員長を務めた。

## 来歴・人物
1948年、沖縄県生まれ。沖縄大学中退。1972年に与那原町議選に初当選し、町議を5期務める。1992年に沖縄県議会議員選挙に初当選し、県議は通算6期務める。
2016年8月19日、第12代沖縄社会大衆党委員長に就任した。
2020年沖縄県議会議員選挙で7期目を目指したが落選。選挙後、政界引退と委員長辞任を表明した。後任には参議院議員の高良鉄美が就任した。
2021年、旭日中綬章受章。